# Ariane da Silva
Ariane da Silva z domu Lipski (ur. 26 stycznia 1994 w Kurytybie) – brazylijska zawodniczka mieszanych sztuk walki (MMA) pochodzenia polskiego. W latach 2015–2018 związana z KSW, gdzie w 2017 roku zdobyła mistrzostwo w wadze muszej. W latach 2019-2025 związana z UFC.

## Życiorys
Urodziła się w Kurytybie w Brazylii z polskim nazwiskiem. Jej śp. dziadek był łącznikiem z rodziną z Polski, jednak wyemigrował do Brazylii przed II wojną światową, ze względów bezpieczeństwa. Pradziadek Lipskiej natomiast mieszkał w Polsce i został tam także pochowany.
W wieku 16 lat zaczęła trenować sporty walki, zaczynając od muay thai, które polecił jej kolega, trenujący już ten sport. W wieku 18 lat podjęła decyzję, że będzie zarabiać walcząc i rozpoczęła przygotowania z obecnym trenerem i prywatnie mężem Ariane, Renato Rastą. W nowej ekipie zaczęła również trenować brazylijskie jiu-jitsu, a po kilku miesiącach zdobyła mistrzostwo Brazylii w muay thai. Następnie otrzymała ofertę stoczenia zawodowej walki w MMA, a jej trener uznał, że jest na to gotowa. 18 listopada 2023 przyjęła chrzest na wyznanie wiary.

## Kariera MMA

### Wczesna kariera
Na początku kariery MMA walczyła w większości w Brazylii, tocząc 8 walk i uzyskując bilans 5 zwycięstw i 3 porażek.

### KSW
W Konfrontacji Sztuk Walki zadebiutowała 28 listopada 2015 roku podczas gali KSW 33: Materla vs. Khalidov, gdzie znokautowała Katarzynę Lubońską w drugiej rundzie kopnięciem na tułów i ciosami w parterze.
1 października 2016 roku na gali KSW 36: Trzy Korony zmierzyła się z Niemką, Sheillą Gaff. Walkę wygrała przez TKO w pierwszej rundzie, dzięki czemu otrzymała bonus za walkę wieczoru.
Podczas gali KSW 39: Colosseum na Stadionie PGE Narodowym w Warszawie zdobyła pas mistrzowski KSW w kategorii muszej, poddając pretendentkę do tytułu, Dianę Belbițę dźwignią prostą na staw łokciowy w pierwszej odsłonie walki.
Na następnej gali (KSW 40: Dublin) przystąpiła do pierwszej obrony tytułu, poddając Mariannę Morais, w zaledwie minutę od rozpoczęcia walki. Po walce otrzymała bonus za poddanie wieczoru.
3 marca 2018 roku przystąpiła do drugiej obrony mistrzowskiego pasa kategorii muszej. Po pięciu pełnych rundach sędziowie ogłosili jej zwycięstwo w starciu z Argentynką, Silvaną Gómez Juárez.
We wrześniu tego samego roku zakończyła współpracę z polską organizacją. Tego samego dnia poinformowano, że Lipski przeszła do najlepszej organizacji MMA na świecie – Ultimate Fighting Championship.

### UFC
Pierwotnie Lipski miała zadebiutować w najlepszej organizacji MMA na świecie 17 listopada 2018 roku na UFC Fight Night 140: Magny vs. Ponzinibbio, mierząc się przeciwko zawodniczce z Ukrainy Marynie Moroz. 30 października Moroz wycofała się z powodu kontuzji, w wyniku czego walkę byłej mistrzyni KSW anulowano.
Finalny jej debiut w UFC miał miejsce dwa miesiące później, 19 stycznia 2019, gdzie przegrała po trzech rundach decyzją jednogłośną z Szkotką, Joanne Calderwood podczas gali UFC on ESPN+ 1: Cejudo vs. Dillashaw.
Jej druga walka miała miejsce 22 czerwca 2019 na gali UFC on ESPN+ 12: Moicano vs. Korean Zombie w starciu z Angielką, Molly McCann. Przegrała walkę ponownie przez jednogłośną decyzję sędziów.
1 sierpnia 2019 ogłoszono, że Ariane będzie walczyła z Priscilą Cachoeirą na UFC on ESPN+ 22: Blachowicz vs. Jacare, jednak ze względu na pozytywny wynik testu Cachoeiry na diuretyk, ta została zmuszona do wycofania się z tej gali. W ten sposób jej walka z Lipski została odwołana, a Lipski miała następnie walczyć na UFC on ESPN+ 12: Moicano vs. Korean Zombie przeciwko Veronice Macedo w dniu 21 grudnia 2019, jednak walkę przeniesiono na pierwotną galę UFC on ESPN+ 22: Blachowicz vs. Jacare w listopadzie 2019. Z kolei Macedo nie została dopuszczona do walki przez CABMMA z powodu silnych bólów głowy na dzień przed imprezą i została zastąpiona przez debiutantkę Isabellę de Padue. Podczas ważenia, de Padua ważyła ponad limit wagi muszej. W wyniku przekroczenia wagi ta została ukarana grzywną w wysokości 30% swojej gaży, która trafiła na konto Ariane Lipski. Lipski wygrała walkę jednogłośną decyzją.
W pierwszej walce z nowego kontraktu zaplanowanego na cztery walki, Lipski miała zmierzyła się z Luaną Caroliną 16 maja 2020 roku na gali UFC Fight Night: Overeem vs. Harris. 9 kwietnia prezes UFC – Dana White, ogłosił, że gala została przełożona na 13 czerwca 2020 roku. Ostatecznie zawodniczki zawalczyły 19 lipca 2020 r. na UFC Fight Night 172: Figueiredo vs. Benavidez 2. Lipski zwyciężyła przez poddanie rywalki już w pierwszej rundzie. Poddanie, którym pokonała rywalkę przyniosło jej nagrodę bonusową za występ wieczoru.
21 listopada 2020 roku zmierzyła się z Kirgistanką, Antoniną Szewczenko podczas wydarzenia UFC 255: Figueiredo vs. Perez. Przegrała walkę przez techniczny nokaut w drugiej rundzie.
5 czerwca 2021 roku zmierzyła się z Amerykanką, Montaną De La Rosą podczas rozgrywki UFC Fight Night 189: Rozenstruik vs. Sakai. Przegrała ponownie przez TKO w drugiej odsłonie.
4 września 2021 roku na UFC Fight Night 191: Brunson vs. Till miała zmierzyć się z Mandy Böhm, zastępując Tailę Santos. Walka została jednak usunięta z karty walk w tygodniu poprzedzającym to wydarzenie, ponieważ Böhm zachorowała. Ostatecznie to starcie zostało przeniesione na wydarzenie UFC Fight Night 192: Smith vs. Spann w terminie 18 września 2021. Lipski wygrała walkę przez jednogłośną decyzję.
13 sierpnia 2022 na UFC on ESPN 41: Vera vs Cruz przegrała przez TKO w pierwszej rundzie, ze swoją rodaczką, Priscilą Cachoeirą.
Podczas gali UFC Fight Night: Yan vs. Dvalishvili, która odbyła się 11 marca 2023 stoczyła walkę z Amerykanką, JJ Aldrich. Zwyciężyła przez jednogłośną decyzję sędziów.
1 lipca 2023 na UFC on ESPN 48 zmierzyła się z Melissą Gatto. Sędziowie niejednogłośnie wskazali zwycięstwo Lipski, punktując 30-27, 29-28, 28-29 na jej korzyść. 
16 grudnia 2023 podczas wydarzenia UFC 296 poddała dźwignią prostą na staw łokciowy w drugiej odsłonie faworyzowaną reprezentantkę Szkocji, Casey O’Neil. Lipski dzięki cennemu zwycięstwie awansowała do rankingu kategorii muszej kobiet. 
27 kwietnia 2024 podczas gali UFC Fight Night: Nicolau vs. Perez uległa jednogłośną decyzją sędziowską swojej rodaczce, Karine Silvie. 
2 listopada 2024 na gali UFC Fight Night: Moreno vs. Albazi w kanadyjskim Edmonton, została poddana duszeniem D'arce w trzeciej odsłonie przez Jasmine Jasudavicius. 
7 czerwca 2025 na wydarzeniu UFC 316 w Newark, uległa Wang Cong jednogłośnie na punkty. Podczas ważenia przed walką Lipski przekroczyła limit wagi muszej, w związku z czym jej starcie z Chinką zostało zakontraktowane na umowny limit, a Lipski dodatkowo została ukarana odjęciem 25% gaży, która trafiła na konto Cong. 
Po trzech porażkach z rzędu została zwolniona z największej organizacji MMA na świecie. 

## Osiągnięcia i nagrody

### Mieszane sztuki walki
- Konfrontacja Sztuk Walki
  - 2017-2018: międzynarodowa mistrzyni KSW w wadze muszej
- Ultimate Fighting Championship
  - Bonus za występ wieczoru (dwa razy) vs. Luana Carolina (2020)[54], Casey O'Neill (2023)[55]

- MMAJunkie.com
  - 2020: Poddanie miesiąca lipiec vs. Luana Carolina[56]

## Lista zawodowych walk w MMA
| Wynik     | Bilans | Przeciwnik (bilans przed walką) | Rozstrzygnięcie                             | Runda | Czas | Rozgrywki                                   | Data       | Miejsce            | Uwagi                                                                        |
| --------- | ------ | ------------------------------- | ------------------------------------------- | ----- | ---- | ------------------------------------------- | ---------- | ------------------ | ---------------------------------------------------------------------------- |
| Przegrana | 17-11  | Wang Cong (7-1)                 | Decyzja (jednogłośna)                       | 3     | 5:00 | UFC 316                                     | 07.06.2025 | Newark             | Limit umowny -59,9 kg. Lipski przkroczyła limit wagi muszej.                 |
| Przegrana | 17-10  | Jasmine Jasudavicius (11-3)     | Poddanie (duszenie d'arce)                  | 3     | 2:28 | UFC Fight Night: Moreno vs. Albazi          | 02.11.2024 | Edmonton           |                                                                              |
| Przegrana | 17-9   | Karine Silva (17-4)             | Decyzja (jednogłośna)                       | 3     | 5:00 | UFC Fight Night: Nicolau vs. Perez          | 27.04.2024 | Las Vegas          |                                                                              |
| Wygrana   | 17-8   | Casey O'Neill (9-1)             | Poddanie (dźwignia prosta na staw łokciowy) | 2     | 1:18 | UFC 296                                     | 16.12.2023 | Las Vegas          | Bonus za występ wieczoru                                                     |
| Wygrana   | 16-8   | Melissa Gatto (8-1-2)           | Decyzja (niejednogłośna)                    | 3     | 5:00 | UFC Fight Night: Strickland vs. Magomedov   | 01.07.2023 | Las Vegas          |                                                                              |
| Wygrana   | 15-8   | JJ Aldrich (11-5)               | Decyzja (jednogłośna)                       | 3     | 5:00 | UFC Fight Night: Yan vs. Dvalishvili        | 11.03.2023 | Las Vegas          | Powrót do wagi muszej.                                                       |
| Przegrana | 14-8   | Priscila Cachoeira (11-4)       | TKO (ciosy pięściami w parterze)            | 1     | 1:05 | UFC on ESPN: Vera vs Cruz                   | 13.08.2022 | San Diego          | Debiut w wadze koguciej.                                                     |
| Wygrana   | 14-7   | Mandy Böhm (7-0)                | Decyzja (jednogłośna)                       | 3     | 5:00 | UFC Fight Night: Smith vs. Spann            | 18.09.2021 | Las Vegas          |                                                                              |
| Przegrana | 13-7   | Montana De La Rosa (11-6-1)     | TKO (ciosy pięściami w parterze)            | 2     | 4:27 | UFC Fight Night: Rozenstruik vs. Sakai      | 05.06.2021 | Las Vegas          |                                                                              |
| Przegrana | 13-6   | Antonina Szewczenko (8-2)       | TKO (ciosy pięściami w parterze)            | 2     | 4:33 | UFC 255                                     | 21.11.2020 | Las Vegas          |                                                                              |
| Wygrana   | 13-5   | Luana Carolina (6-1)            | Poddanie (dźwignia na kolano)               | 1     | 1:28 | UFC Fight Night: Figueiredo vs. Benavidez 2 | 18.07.2020 | Abu Dhabi          | Bonus za występ wieczoru.                                                    |
| Wygrana   | 12-5   | Isabella de Padua (5-1)         | Decyzja (jednogłośna)                       | 3     | 5:00 | UFC Fight Night: Błachowicz vs. Jacaré      | 16.11.2019 | São Paulo          | Limit umowny do 59 kg. de Pádua nie przekroczyła wagę.                       |
| Przegrana | 11-5   | Molly McCann (8-2)              | Decyzja (jednogłośna)                       | 3     | 5:00 | UFC Fight Night: Moicano vs. Korean Zombie  | 22.06.2019 | Greenville         |                                                                              |
| Przegrana | 11-4   | Joanne Calderwood (12-3)        | Decyzja (jednogłośna)                       | 3     | 5:00 | UFC Fight Night: Cejudo vs. Dillashaw       | 19.01.2019 | Brooklyn           | Debiut w UFC.                                                                |
| Wygrana   | 11-3   | Silvana Gómez Juárez (7-1)      | Decyzja (jednogłośna)                       | 5     | 5:00 | KSW 42: Khalidov vs. Narkun                 | 03.03.2018 | Łódź               | Obroniła pas mistrzowski KSW w kategorii muszej.                             |
| Wygrana   | 10-3   | Mariana Morais (12-4)           | Poddanie (duszenie zza pleców)              | 1     | 0:58 | KSW 40: Dublin                              | 22.10.2017 | Dublin             | Obroniła pas mistrzowski KSW w kategorii muszej. Bonus za poddanie wieczoru. |
| Wygrana   | 9-3    | Diana Belbiță (8-2)             | Poddanie (dźwignia prosta na staw łokciowy) | 1     | 4:52 | KSW 39: Colosseum                           | 27.05.2017 | Warszawa           | Zdobyła pas mistrzowski KSW w kategorii muszej.                              |
| Wygrana   | 8-3    | Sheilla Gaff (11-6-1)           | TKO (sierpowy i ciosy w parterze)           | 1     | 2:09 | KSW 36: Trzy Korony                         | 01.10.2016 | Zielona Góra       | Bonus za walkę wieczoru.                                                     |
| Wygrana   | 7-3    | Juliana Werner (8-5)            | KO (ciosy pięściami)                        | 2     | 4:26 | Imortal FC 4: Dynamite                      | 21.05.2016 | Parana             | Co-Main Event.                                                               |
| Wygrana   | 6-3    | Katarzyna Lubońska (3-0)        | TKO (kopnięcie na tułów i ciosy w parterze) | 2     | 3:25 | KSW 33: Materla vs. Khalidov                | 28.11.2015 | Kraków             | Debiut w KSW.                                                                |
| Wygrana   | 5-3    | Paula Vieira da Silva (3-2)     | TKO (ciosy pięściami)                       | 1     | 1:04 | Copa Striker’s House 55                     | 17.10.2015 | Kurytyba           |                                                                              |
| Wygrana   | 4-3    | Marta Souza (2-6-1)             | Decyzja (jednogłośna)                       | 3     | 5:00 | Copa Striker’s House 52                     | 15.08.2015 | Kurytyba           |                                                                              |
| Wygrana   | 3-3    | Geisyele Nascimento (0-4)       | TKO (ciosy pięściami)                       | 1     | 0:35 | Copa Striker’s House 50                     | 20.06.2015 | Kurytyba           |                                                                              |
| Przegrana | 2-3    | Isabelly Varela (4-0)           | Decyzja (niejednogłośna)                    | 1     | 2:28 | Curitiba Top Fight 9: O Retorno             | 01.03.2015 | Kurytyba           |                                                                              |
| Przegrana | 2-2    | Daiane Firmino (3-1)            | TKO (ciosy pięściami)                       | 1     | 2:28 | MMA Super Heroes 7                          | 15.11.2014 | Kurytyba           |                                                                              |
| Wygrana   | 2-1    | Jaqueline Santana (1-0)         | TKO (ciosy pięściami)                       | 1     | 0:20 | Gladiator CF 7                              | 06.09.2014 | Kurytyba           | Co-Main Event.                                                               |
| Przegrana | 1-1    | Gisele Moreira (1-1)            | Decyzja (jednogłośna)                       | 3     | 5:00 | NCF 21                                      | 01.06.2014 | São José           |                                                                              |
| Wygrana   | 1-0    | Daiana Torquato (2-0)           | Decyzja (jednogłośna)                       | 3     | 5:00 | NCF 17                                      | 03.11.2013 | Balneário Camboriú |                                                                              |